# Max Hari
Max Hari (* 30. Juni 1950 in Thun, Bürgerort Kandersteg (BE)) ist ein Schweizer Kunstpädagoge und Kunstmaler.

## Leben
Max Hari besuchte in Thun die obligatorischen Schulen. Anschliessend liess er sich zuerst zum Primarlehrer und dann zum Gymnasiallehrer für Bildnerisches Gestalten am Zeichenlehrerseminar der Schule für Gestaltung Bern ausbilden. Als Kunstpädagoge unterrichtet er von 1980 bis 2010 am Seminar und am Gymnasium Langenthal und von 2007 bis 2012 auch an der Hochschule der Künste Bern. Als bildender Künstler hat Haris Ausstellungstätigkeit erst 1990 Fahrt aufgenommen. Er ist Mitbegründer des Kunstvereins Oberaargau und amtete von 1991 bis 1995 als Mitglied der Kunstkommission des Kantons Bern.
Hari lebt und arbeitet in Langenthal und seit 1990 auch in Berlin.

## Werk
Haris Werk fusst in der figurativen Malerei der 1980er Jahre im Stil der «Neuen Wilden». Der expressive Ausdruck manifestiert sich in einer gestischen, heftigen und oft grossflächigen Malerei, die vor allem im Frühwerk zum Teil an Arbeiten von Martin Disler erinnern. Ab 2022 entwickelt er eine Bildsprache, in der organischen Formen geometrische Elemente gegenüberstehen.
Hari hat auch Werke am Bau realisiert, so im Hotel «Bergwelt» in Grindelwald, im Parkhaus SRO in Langenthal und in der Volksbank Langenthal.

## Auszeichnungen
- 2000: Kulturpreis der Stadt Langenthal[3]
- 2006: Preisträger im Wettbewerb der Kantonalen Kommission für Kunst und Architektur für die Kunstmonografien des Kantons Bern
- 2011: Finalist Prix FEMS für Malerei der Fondation Edouard et Maurice Sandoz, Pully

## Ausstellungen
Einzelausstellungen (Auswahl):
- 2023: Haus der Kunst St. Joseph, Solothurn[4]
- 2022, 2018/19: Galerie Mönch, Berlin
- 2020: Kunsthaus Langenthal, Langenthal[5]